# Gregor Salto
Gregor van Offeren, plus connu sous le nom Gregor Salto, est un disc-jockey et producteur néerlandais né le 21 avril 1976 à Haarlem.

## Biographie
Mixant initialement en tant que Scuba, il adopta le pseudo DJ Gregor avant d'opter pour Gregor Salto en 2007.
Actif depuis 1994, ses premiers titres classés dateront du début des années 2000 : Can't stop playing, Love is my game (avec Dr Kucho !) se classèrent en Belgique et aux Pays-Bas.
Aujourd'hui moins actif, ses collaborations récentes avec Wiwek ont néanmoins obtenu un large succès, Trouble se hissant même jusqu'à la 11e place du top 100 sur Beatport.
Il réside depuis peu à Amsterdam[réf. nécessaire].

## Discographie partielle[5]

### Albums
- 2014 : Gregor Salto Ultimate Miami 2 [G-REX Music]

### Singles
- 2012 : Azumba [Mixmash Records]
- 2012 : Gimme Sum (avec Chocolate Puma) [Pssst Music]
- 2013 : Toys Are Nuts 2013 (avec Chuckie) [G-REX Music]
- 2013 : Foxy (avec Funkin Matt) [Mixmash Records]
- 2013 : Otro Dia [Moganga]
- 2013 : Intimi (avec Wiwek) [Mixmash Records]
- 2013 : Drumology [LEDS]
- 2013 : Samba Do Mundo (Fatboy Slim Presents Gregor Salto) [Decca (UMO)]
- 2014 : Para Voce [G-REX Music]
- 2014 : Rumble [DOORN (Spinnin)]
- 2014 : Girls Tipsy (avec East & Young, MC Spyder) [Rimbu]
- 2015 : On Your Mark (avec Wiwek) [DOORN (SPINNIN')]
- 2015 : Miami (avec Wiwek) [DOORN (Spinnin)]
- 2015 : Trouble (avec Wiwek, MC Spyder) [DOORN (Spinnin)]
- 2015 : Just Yeah (avec Mitchell Niemeyer) [Spinnin' Deep]
- 2015 : Love Is My Game (Remix) (avec Dr. Kucho!, Lucas & Steve) [Spinnin' Deep]
- 2016 : How It Goes (avec Wiwek) (ft. Stush) [Spinnin' Records]
- 2016 : Tribal (avec Sander van Doorn) [DOORN (Spinnin')]
- 2017 : PULA (avec Roulsen featuring Dudu Capoeira) [Flamingo Recordings]
- 2017 : Yala (featuring Teema) [Salto Sounds (Moganga)]
- 2017 : Magalenha (avec Simon Fava featuring Sergio Mendes) [SPRS]
- 2018 : Brut Riddim (avec Sidney Samson) [Salto Sounds (Moganga)]
- 2018 : Fan Of Your Love (avec Ruby Prophet) [SOURCE]

### Remixes / Édits
- 2012 : Rihanna - Diamonds (Gregor Salto Remix Radio Edit) [Def Jam]
- 2012 : Nicky Romero, NERVO - Like Home (Gregor Salto Remix) [Protocol Recordings]
- 2012 : Shazalakazoo, Chernobyl, Suppa Fla - Zica Memo (Gregor Salto Remix) [Downpitch]
- 2012 : Pitbull - Back In Time (Gregor Salto Remix)
- 2013 : Shazalakazoo, Chernobyl, Zuzuka Poderosa - As Mulher (Gregor Salto Remix) [G-REX]
- 2013 : Duck Sauce - It's You (Gregor Salto Remix) [3beat Records]
- 2014 : Dr. Kucho!, Gregor Salto - Can't Stop Playing (Oliver Heldens & Gregor Salto Remix) [Spinnin Records]
- 2015 : Major Lazer - Powerful (Gregor Salto Remix) [-]
- 2015 : Theo / Gabe Ramos - Samboodee (Gregor Salto Club Mix) [Nervous Records]
- 2016 : Flo Rida, Sam Martin - Dirty Mind (Gregor Salto Remix) [Poe Boy/Atlantic]
- 2016 : Cheat Codes, Kris Kross Amsterdam - Sex (Gregor Salto Remix) [Spinnin' Remixes]
- 2017 : Iwan Esseboom - Wittie Visie (Gregor Salto Remix) [G-REX]
- 2017 : Galantis, ROZES - Girls On Boys (Gregor Salto Remix) [Big Beat]